# Hermann Dietze
Hermann Dietze (* 23. November 1900 in Welbine, Böhmen; † 28. März 1967 in Rottach-Egern) war ein deutscher Maler.

## Leben
Dietze war freischaffender Künstler, Leiter der Mal- und Zeichenkurse an der Volkshochschule und Maler der böhmischen Landschaften.
1926 wurde er Realschullehrer in der Tschechoslowakei, wo er auch Mitglied des Metznerbundes wurde.
Von 1937 bis 1941 wohnte er in Radonitz bei Kaaden. Von 1937 bis 1942 nahm er mit insgesamt 20 Ölgemälden an der Großen Deutschen Kunstausstellung teil, die er für je 500 bis 6000 RM verkaufte, u. a. die Werke Böhmisches Mittelgebirge und Geigenbachtal in Böhmen an Adolf Hitler, sowie Egertal an Heinrich Himmler.
Nach Teilnahme am Zweiten Weltkrieg und Kriegsgefangenschaft wohnte er ab 1947 in Kempten und unterrichtete bis 1956 im dortigen Volksbildungswerk.
Die Stadt Kempten (Allgäu) ehrte Hermann Dietze 1986 durch die Benennung der Straße Hermann-Dietze-Weg im Ortsteil Rothkreuz.

## Ausstellungen (Auswahl)
- 1937–1944: Nationalsozialistische Große Deutsche Kunstausstellung im Haus der Deutschen Kunst in München, 20 Ölgemälde[1]
- 1962: Erste große Ausstellung in Kempten, im „Kabinett Bildender Kunst“

## Illustrationen (Auswahl)
- In: Emil Merker: Böhmisches Erzgebirge – Erinnerungen. Delp’sche Verlagsbuchhandlung, München 1965[3]